# Xylosma cordata
Xylosma cordata är en videväxtart som först beskrevs av Carl Sigismund Kunth, och fick sitt nu gällande namn av Ernest Friedrich Gilg. Xylosma cordata ingår i släktet Xylosma och familjen videväxter. Inga underarter finns listade i Catalogue of Life.